# Nasheed
Naxide, Anasheed ou Nasheeds (do árabe نشيد transliterado como nashīd "canto", no plural أناشيد  transliteração; Anāshīd "cantos") são canções islâmicas. 
Um nasheed geralmente é composto por poemas islâmicos, recitações do Alcorão e súplicas, sendo que na maioria das vezes falam da vida no Islã, do paraíso, do profeta Maomé e principalmente de Allah. No entanto, alguns anasheed falam também de guerras e sofrimento, as vezes seguidos por súplica; resumidamente um nasheed fala de praticamente tudo o que envolve a vida histórica ou cotidiana do muçulmano. 